# Vuelo 123 de Japan Airlines
El vuelo 123 de Japan Airlines (JAL 123/JL 123) fue un vuelo comercial japonés entre el Aeropuerto Internacional de Haneda, en Tokio, y el aeropuerto Internacional de Osaka, en Itami Hyogo. El 12 de agosto de 1985 el Boeing 747SR que cubría esa ruta, registrado como JA8119, colisionó 44 minutos después del despegue en lo alto del monte Takamagahara a 100 km de Tokio, debido a una descompresión. El lugar del impacto fue renombrado posteriormente como Osutaka O`ne. Permanece en la historia como el mayor desastre aéreo con un solo avión involucrado y el segundo en accidentes de aviación de todos los tiempos, después de la colisión de 1977 en Tenerife y excluyendo los atentados del 11 de septiembre de 2001 (ya que estos fueron ataques terroristas, no accidentes).
Los 15 miembros de la tripulación y 505 de los 509 pasajeros murieron (incluyendo al famoso cantante Kyu Sakamoto): en total 520 muertos. Las cuatro mujeres supervivientes fueron localizadas juntas en la parte trasera del avión: Yumi Ochiai (落合 由美 Ochiai Yumi), una azafata de JAL fuera de servicio, de 25 años de edad, que estaba atrapada entre los asientos; Hiroko Yoshizaki (吉崎 博子 Yoshizaki Hiroko), una mujer de 34 años, y su hija de 8 años, de nombre Mikiko (吉崎 美紀子 Yoshizaki Mikiko), quienes estaban atrapadas en una sección intacta del fuselaje; y una niña de 12 años llamada Keiko Kawakami (川上 慶子 Kawakami Keiko), quien fue hallada sentada en la rama alta de un árbol.
Fue el desastre aéreo más grave de 1985 y de los años 80. Fue el peor desastre aéreo en suelo japonés y hasta la fecha permanece como el desastre aéreo más grave en la historia de la aviación con una sola aeronave implicada.

## Antecedentes

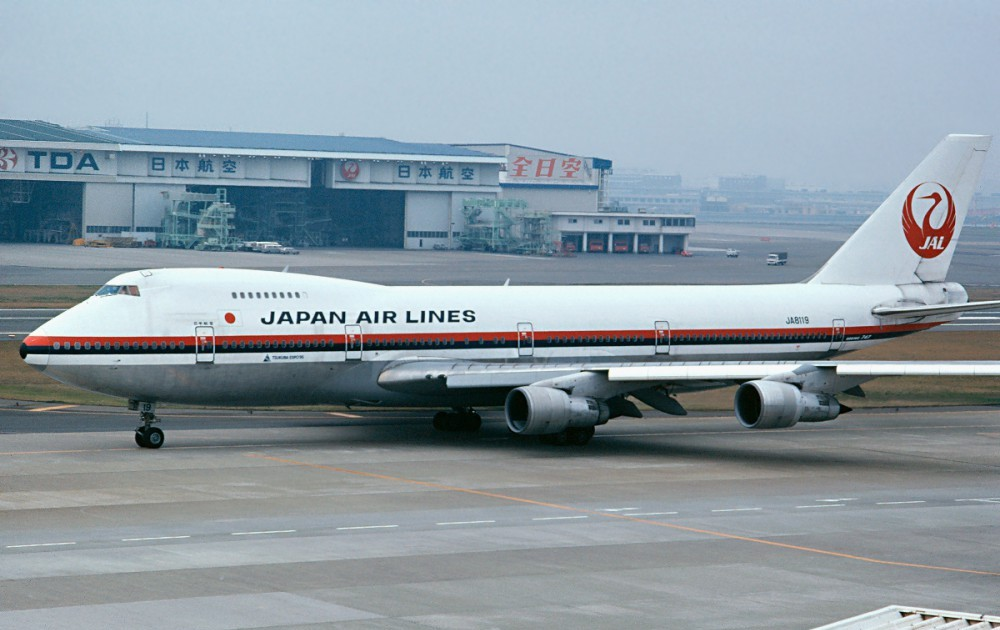
El Boeing 747 involucrado en el accidente, en 1984, un año antes de su pérdida.

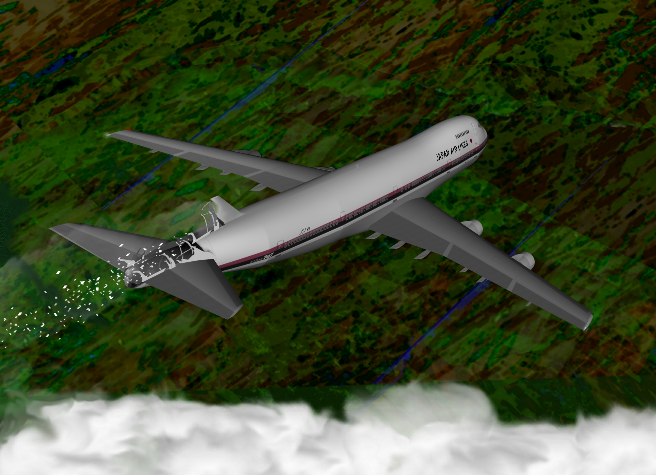
Recreación por computadora del momento en que se desprende parte de la cola del avión.

El Boeing 747 se consideró el avión más grande y seguro aún con los incidentes que había tenido que sortear (el más grave fue el accidente de Tenerife). Aun así tenía una reputación intachable de aeronave segura incluso para trayectos masivos, como lo había demostrado antes.
En este sentido, Japón tenía un sistema aéreo sobre-saturado y la alta demanda permitió que Boeing desarrollara una versión especial denominada 747-SR de rango corto, compensando este rango con una mayor capacidad de pasajeros. Muchas aerolíneas de este país incluida Japan Airlines adquirieron este modelo con el fin de optimizar recorridos y rutas sobre-saturadas. Sin embargo, algunos defectos en la acelerada manutención con el fin de apurar el mantenimiento pudieron ser la base para este accidente, combinado con las reglas estrictas japonesas.
El accidente ocurrió la víspera de una fiesta tradicional japonesa, en que aprovechando ese asueto muchas personas regresaban a sus lugares de origen para compartir momentos en familia. Por eso muchas líneas aéreas tenían constante sobre-saturación, con la consiguiente presión sobre los equipos de mantenimiento de estas mismas.

## Accidente

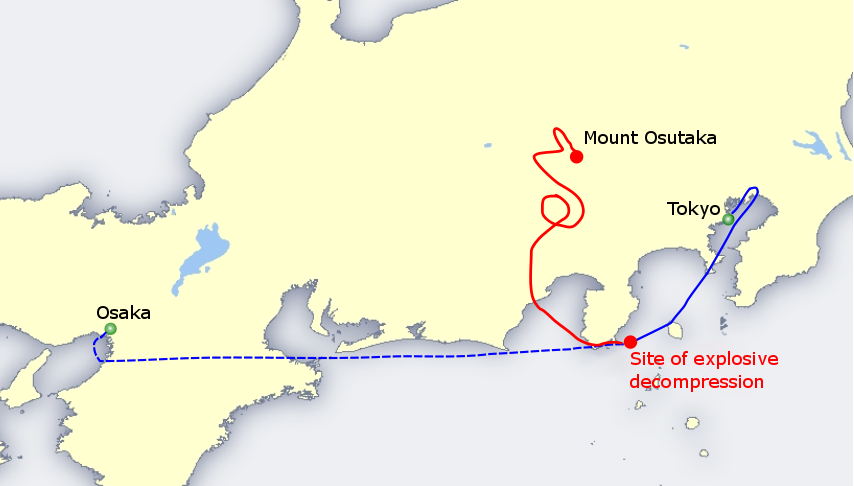
Ruta del Vuelo 123.

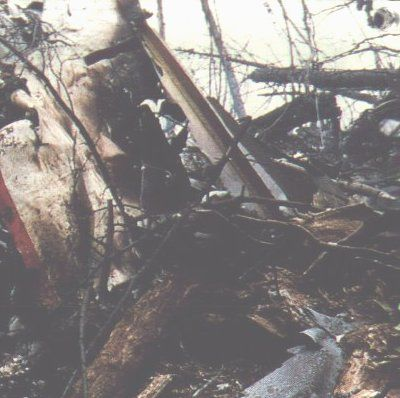
Restos tras el impacto.

Los asientos de color morado corresponden a las 4 únicas supervivientes.

El vuelo despegó a las 18:12 horas, tenía planeado volar hacia Osaka en línea recta para después enfilarse en un giro a la derecha y alinearse con el aeropuerto de destino, sin embargo eso no ocurrió y una vez transcurridos los primeros 12 minutos, mientras la aeronave alcanzaba su altitud de crucero sobre la bahía Sagami, el mamparo de presión trasero falló. Como consecuencia del fallo se perdió el estabilizador vertical y otras partes del avión que cayeron al mar, despresurizando la cabina y dañando gravemente las cuatro líneas hidráulicas de la aeronave.
Dándose cuenta del impacto fatal, los pilotos sintonizaron su transmisor-receptor en una banda de frecuencia exclusiva para señales de emergencia, dirigiéndose a Tokio, donde se les permitió el descenso proporcionándoles los vectores principales para un aterrizaje de emergencia. Continuando los problemas, solicitaron los vectores de regreso a Haneda y luego a Yokota, donde hay una base militar de los Estados Unidos, pero regresaron a Haneda nuevamente, debido a que la aeronave presentaba problemas de control.
En ese intervalo, el capitán de la aeronave sufrió una serie de extrañas parálisis. El resto de la tripulación también tuvo un poco de su juicio nublado debido a la hipoxia que estaban experimentando, lo que en algunos momentos derivó en que el copiloto mencionase que llamasen a la compañía, pero el capitán predispuso que no se hiciera así para evitar un escándalo. Así mismo, también predispuso que trataran de volver a Haneda, pero al tener imposibilitado el control no se podía hacer al mismo tiempo. Los controladores aéreos trataron de que la aeronave fuese guiada en línea recta hacia un aeropuerto más pequeño pero relativamente fácil de aterrizar en línea recta concretamente en la ciudad de Nagoya, aunque para ese momento ya deberían hacer el descenso. En ese momento hubo silencio total, el cual no se determina si es por la pérdida de la consciencia y el juicio de los pilotos, que ya estaban en una aeronave sin control en una zona de altitud, donde se necesita oxígeno en bombonas individuales, como estaba ya pasando en el compartimento de pasajeros. La compañía también intentó ayudar lo más pronto posible, incluso poniéndose en contacto por radio tan pronto como fuese posible, incluso hasta las últimas consecuencias de este fatídico suceso.
Con la pérdida de control total de las superficies estabilizadoras el avión comenzó a oscilar elevándose y descendiendo en lo que es conocido como un ciclo fugoide, un modo de vuelo típico en accidentes de aeronaves donde los controles están inhabilitados. Después de descender a 4100 m, los pilotos reportaron que la nave estaba totalmente incontrolable, y sobrevolaron la península de Izu, dirigiéndose hacia el océano Pacífico donde luego giraron hacia la playa, descendiendo a 2100 m. Los pilotos consiguieron elevar el avión a una altitud de 4000 m antes de entrar en un descenso vertiginoso a través de las montañas y desaparecer del radar a las 18:56, a 2100 m de altitud. 
Durante las oscilaciones que precedieron al impacto de la aeronave, los pilotos implementaron una medida de control usando el acelerador de los motores. Treinta minutos pasaron desde el fallo del mamparo hasta el momento del impacto, lo cual permitió a algunos pasajeros escribir notas de despedida a sus familiares.

## Nacionalidades en el avión
Las nacionalidades de los 509 pasajeros y 15 miembros de la tripulación incluyeron 13 países diferentes:
| Nacionalidad   | Pasajeros | Pasajeros  | Pasajeros      | Tripulación | Tripulación | Tripulación    | Total | Total      | Total          |
| Nacionalidad   | Total     | Fallecidos | Supervivientes | Total       | Fallecidos  | Supervivientes | Total | Fallecidos | Supervivientes |
| -------------- | --------- | ---------- | -------------- | ----------- | ----------- | -------------- | ----- | ---------- | -------------- |
| Japón          | 483       | 480        | 3              | 15          | 14          | 1              | 498   | 494        | 4              |
| Estados Unidos | 6         | 6          | 0              | 0           | 0           | 0              | 6     | 6          | 0              |
| Hong Kong      | 4         | 4          | 0              | 0           | 0           | 0              | 4     | 4          | 0              |
| Corea del Sur  | 3         | 3          | 0              | 0           | 0           | 0              | 3     | 3          | 0              |
| India          | 3         | 3          | 0              | 0           | 0           | 0              | 3     | 3          | 0              |
| Alemania       | 2         | 2          | 0              | 0           | 0           | 0              | 2     | 2          | 0              |
| Italia         | 2         | 2          | 0              | 0           | 0           | 0              | 2     | 2          | 0              |
| Canadá         | 1         | 1          | 0              | 0           | 0           | 0              | 1     | 1          | 0              |
| China          | 1         | 1          | 0              | 0           | 0           | 0              | 1     | 1          | 0              |
| España         | 1         | 1          | 0              | 0           | 0           | 0              | 1     | 1          | 0              |
| Francia        | 1         | 1          | 0              | 0           | 0           | 0              | 1     | 1          | 0              |
| Perú           | 1         | 1          | 0              | 0           | 0           | 0              | 1     | 1          | 0              |
| Reino Unido    | 1         | 1          | 0              | 0           | 0           | 0              | 1     | 1          | 0              |
| Total          | 509       | 506        | 3              | 15          | 14          | 1              | 524   | 520        | 4              |

## Operaciones de rescate
Un helicóptero de la fuerza aérea de los Estados Unidos fue el primero en llegar al sitio, unos 20 minutos después de la colisión. El piloto del helicóptero de rescate se retiró del lugar por órdenes del gobierno japonés; también influyó el terreno montañoso, la oscuridad y la lluvia. 
Hubo confusión acerca de quién conduciría el rescate en la víspera inmediata al accidente. La tripulación del helicóptero americano contactó con la base aérea de Yokota para ofrecer su colaboración enviando equipos de rescate, a la vez que se ofreció para guiar a las fuerzas japonesas al lugar de modo inmediato. Representantes del gobierno japonés ordenaron a la tripulación del helicóptero regresar a la base aérea de Yokota, ya que las fuerzas de defensa del Japón conducirían el rescate. Sin embargo, las brigadas no llegaron hasta la mañana siguiente (doce horas después); se estima que algunos supervivientes del accidente murieron durante este intervalo. 
La azafata que sobrevivió narró, desde su camilla en el hospital, que recordaba el sonido de los rotores del helicóptero y que había gritado "socorro, socorro" mientras movía las manos. Poco antes se había despertado entre gritos y gemidos, que fue dejando de oír durante la noche. 
Como saldo quedaron 4 supervivientes de dicho accidente; la mayoría de los pasajeros pudieron ser identificados.

## Causas
Las causas del desastre, de acuerdo al informe oficial publicado por la Comisión investigadora de accidentes aéreos y ferroviarios de Japón, fueron las siguientes:
- La aeronave había estado involucrada en un incidente en el aeropuerto de Itami el 2 de junio de 1978, en el cual el empenaje (la cola) tocó tierra en el momento del aterrizaje, lo que dañó el mamparo de presión trasero.
- La correspondiente reparación efectuada no cumplió los estándares establecidos por Boeing. Los técnicos de Boeing debían colocar una placa doble con dos hileras de remaches para cubrir el mamparo dañado, pero los ingenieros lo repararon usando dos placas, una con 2 hileras de remaches y otra con solo una hilera sencilla. Esto redujo la resistencia a la fatiga de las partes en un 70%. Boeing calculó que esta incorrecta instalación le permitiría efectuar al avión solo 10 000 despegues. Sin embargo, el avión había completado ya 12.319 despegues después de la reparación y antes del fatal accidente.
- Cuando se perdió el mamparo se rompieron las cuatro líneas hidráulicas. La incapacidad de controlar las superficies móviles del avión (p.ej. los alerones) volvió a la aeronave inmaniobrable.
- Aun cuando el avión se dirigía hacia una colisión segura, los tripulantes, tanto capitán como copiloto e ingeniero, decidieron probar una maniobra de emergencia que era dosificar el empuje de los motores para proveer de estabilidad e incluso graduarlos para virar. Relativamente funcionó pues consiguieron mantenerse en el aire por más de media hora. Sin embargo, dado que la explosión había destruido las líneas hidráulicas principales, era imposible estabilizar efectivamente el avión, lo que produjo su impacto.

## Consecuencias
Un oficial de JAL que había coordinado el mantenimiento de aviones en el aeropuerto de Haneda aparentemente se suicidó en el mes de septiembre de 1985.

## Filmografía
Este accidente fue presentado en la temporada 3 del programa Mayday: catástrofes aéreas titulado "Fuera de control" y además tuvo un remake en la temporada 23 del mismo programa titulado "Punto de presión". 
También fue reseñado en la temporada 6 del programa Segundos catastróficos titulado "Terror sobre Tokio".